# Stensbjerggård Langdysse

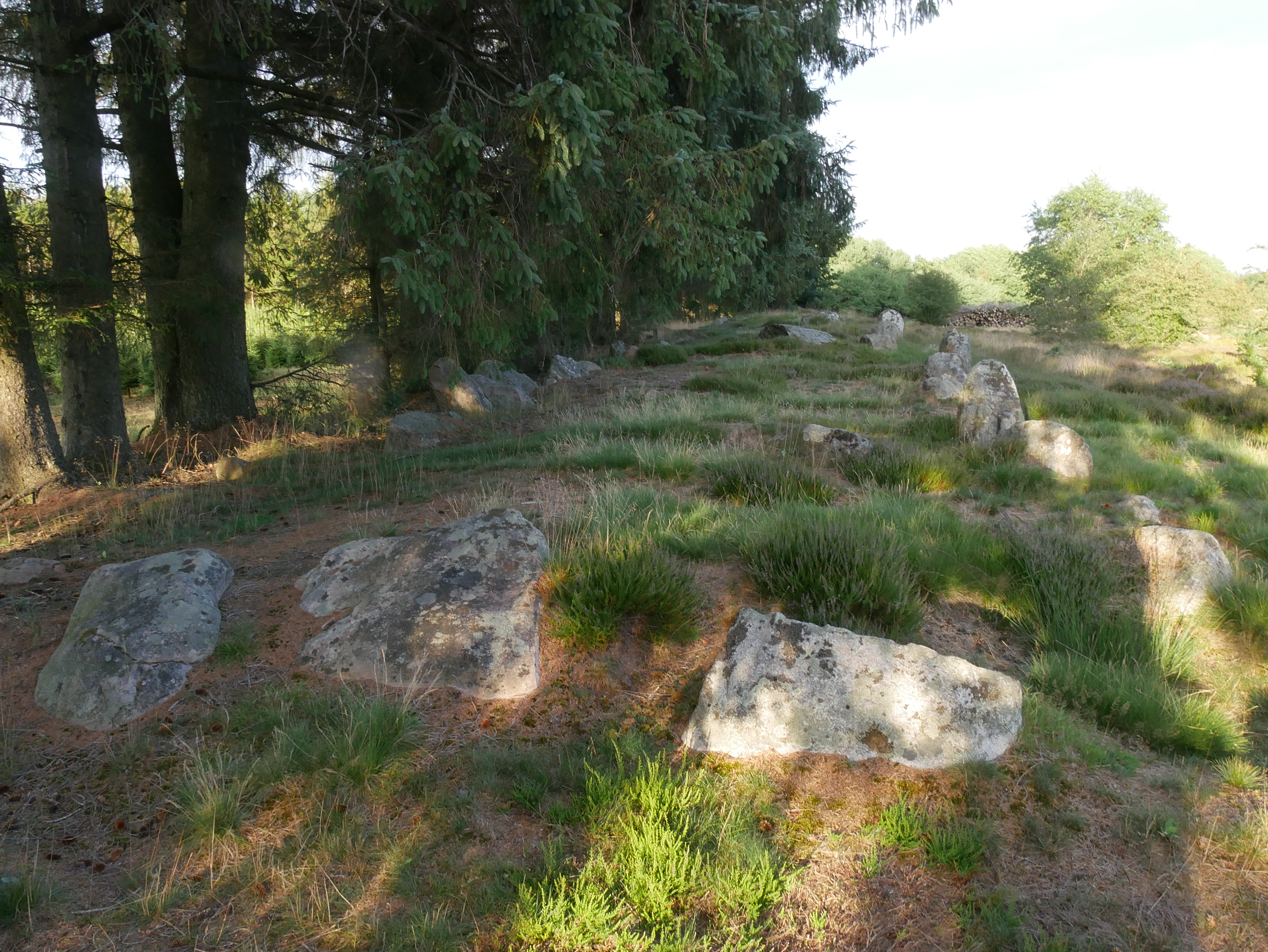
Langgrab von Westen

Der Dolmen Stensbjerggård Langdysse liegt bei Ålflasker südlich von Vorbasse und nordwestlich von Bække in der Billund Kommune im dänischen Jütland.
Das archäologisch nie untersuchte, fast 65 Meter lange und 8 bis 10 Meter breite Großsteingrab ist eine der wenigen in der Region erhaltenen Megalithanlagen der Trichterbecherkultur (TBK) aus der Jungsteinzeit. Der zwischen 3500 und 2800 v. Chr. errichtete, West-Ost orientierte Dolmen liegt am Rande einer geschützten Moorlandschaft. 
Im von etwa 70 Randsteinen gefassten Hünenbett gibt es Reste von drei querliegenden erweiterten Dolmen. Sie liegen an jedem Ende und in der Mitte des Hügels. Es gibt keine Spuren ursprünglich runder Grabhügel aus früher Zeit die zu einem Langhügel umgebaut wurden. Die Kammern von Stensbjergård haben keine Gänge und waren hauptsächlich für die Einmalnutzung, die älteste Form der Anlagennutzung vorgesehen. Erst die ab etwa 3200 v. Chr. erbauten Anlagen waren für Mehrfachbestattungen geplant. Der Zugang zu den Kammern erfolgte von Süden, durch schmale Öffnungen zwischen den Kammersteinen.

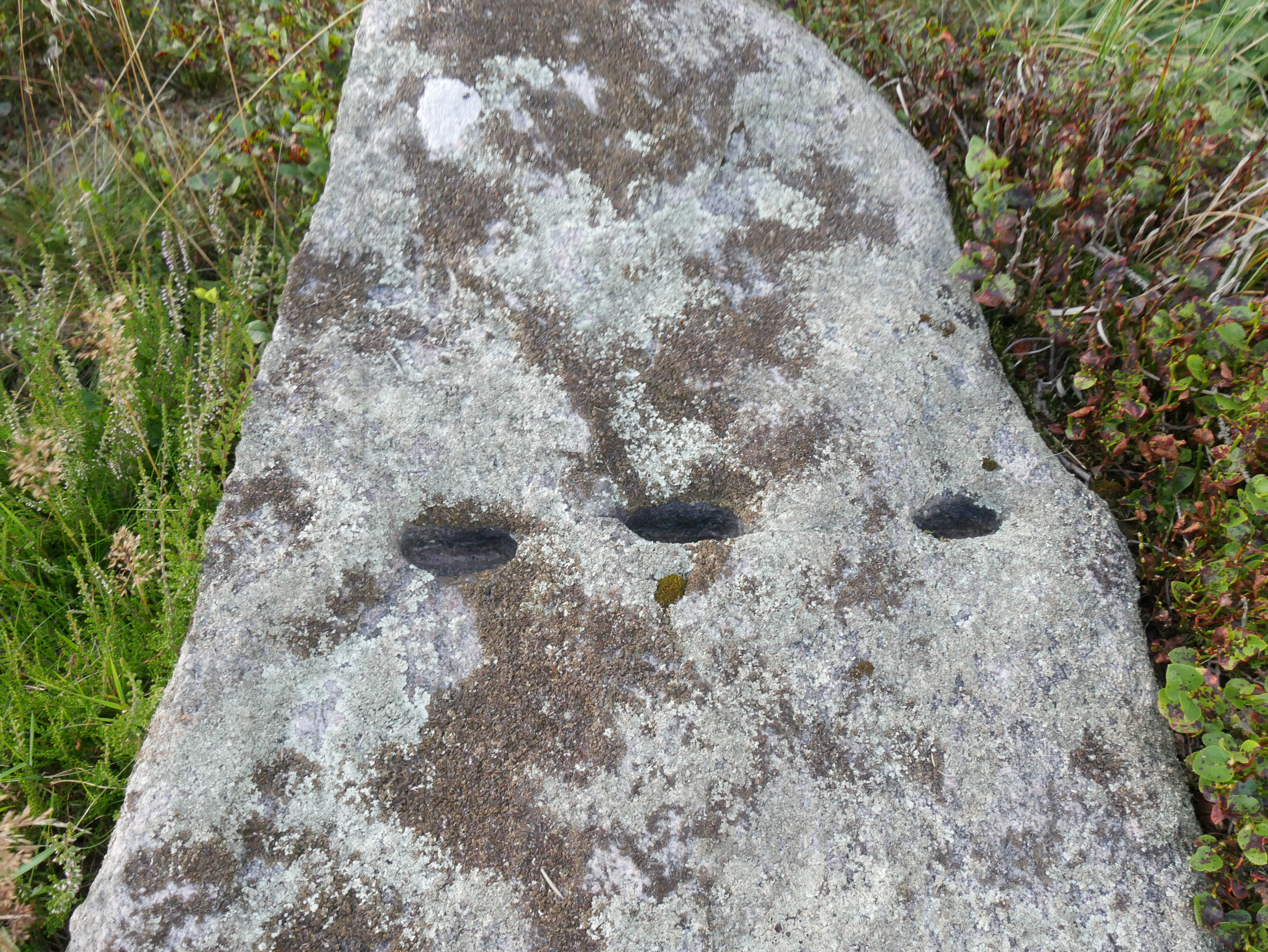
Schalenstein

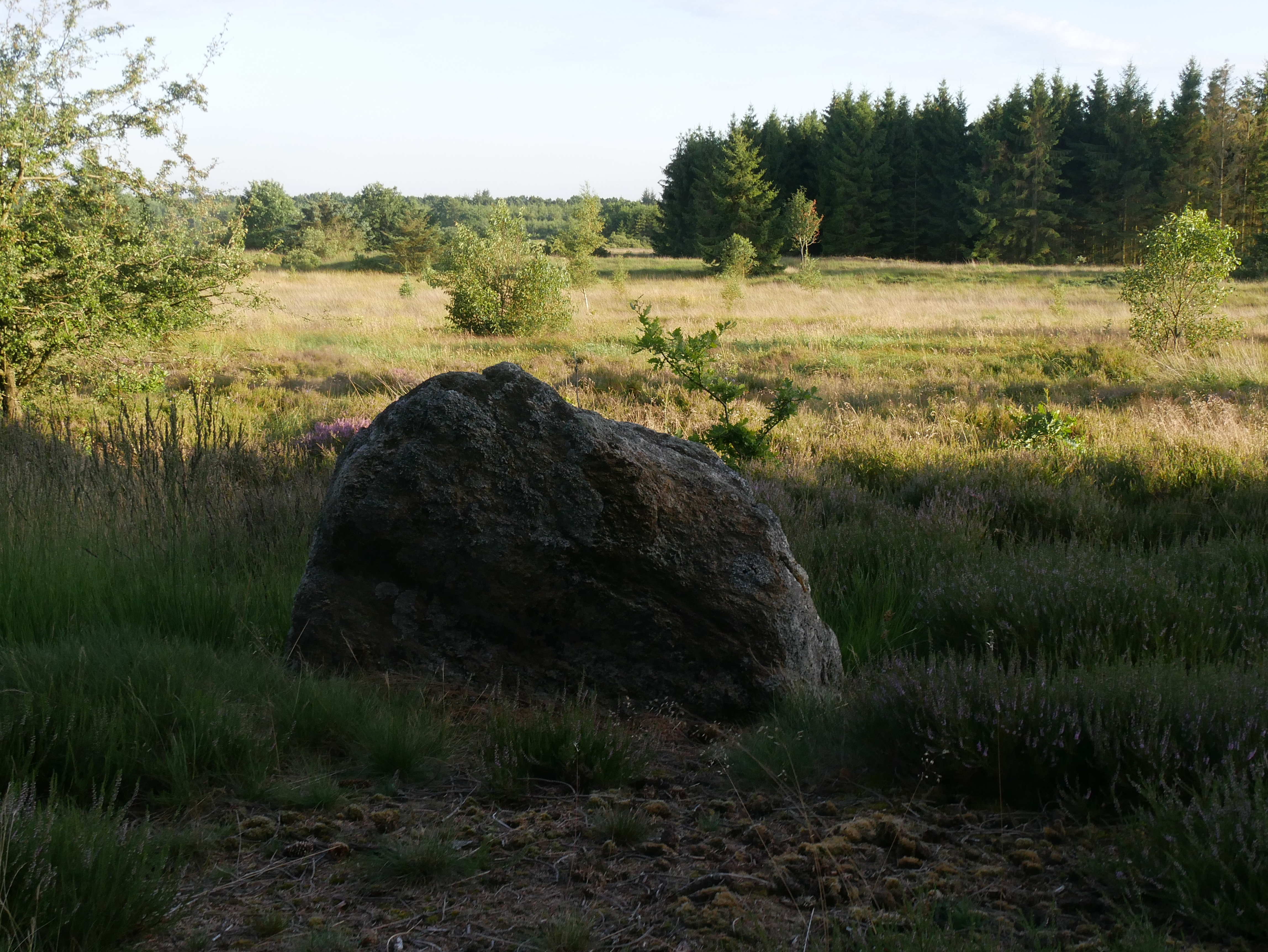
Randstein mit Moorlandschaft

Die Kammern wurden wegen ihrer Grabbeigaben geplündert und viele ihrer Steine wurden zum Bau von Straßen und Kirchen entfernt. Daher fehlt der Deckstein der östlichen Kammer, der der mittleren ist abgewälzt. In der westlichen Kammer liegt der Deckstein noch in situ auf der aus sechs Tragsteinen gebildeten Kammer. 
Der Dolmen wurde im Jahre 1896 durch eine Vereinbarung zwischen dem Eigentümer und dem Nationalmuseum unter Schutz gestellt.